# Ralph McKittrick
Ralph McKittrick (Saint Louis, Missouri, 17 d'agost de 1877 - Saint Louis, 4 de maig de 1923) va ser un golfista i tennista estatunidenc que va competir a principis del segle xx.
El 1904 va prendre part en els Jocs Olímpics de Saint Louis, on guanyà la medalla de plata en la prova per equips del programa de golf, com a membre de l'equip Trans-Mississippi Golf Association. En la prova individual quedà eliminat en vuitens de final, tot i que havia guanyat la qualificació prèvia al Match play.
En les proves de tennis quedà eliminat en els vuitens de final de la prova individual, mentre en la prova de dobles, fent parella amb Dwight F. Davis, quedà eliminat als quarts de final.